# Битва під Ямницею
Битва під Ямницею 1917 року — збройна сутичка, яка відбулась 25—27 червня 1917 р. в рамках П'ятої Галицької битви (1917), також відомої як Червневий наступ або Офензива Керенського між Австро-Угорською та Російською імператорською арміями. Баталії розтягнулись між селами Ямниця — Клузів — Вовчинець — Загвіздя — Рибне та містом Станіслав. Основний наступ відбувся в селі Ямниця. В урочищі Бавки були розгромлені передові австрійські війська та частини 1-го Баварського полку, які здійснили швидкий відступ в сторону Калуша.

### Передісторія
Під час Першої світової війни с. Ямниця час від часу опинялася на лінії бойового фронту між австрійськими і російськими військами. Бойові дії влітку 1917 року в районі цього села велися в контексті наступальної операції армій Південно-Західного фронту і безпосередніх завдань, що ставилися фронтовим командуванням 8-й армії генерал-лейтенанта Л. Корнілова. Ця армія мала завдавати допоміжний удар, прорвати австрійський фронт і наступати вздовж Карпатського хребта на Калуш і Болехув, відкидаючи ц. і к. 3-ю армію генерал-полковника К. Терстянскі фон Надаса за р. Стрий. Завданням австрійської оборони було будь-що утримання позиції на пагорбах пн.-зх. залізничного і шосейного вузла м. Станіслав.
[1] Тепер р. Лімниця.

### Опис битви
До 4 червня (за нов. ст.) 1917 року на фронті у районі с. Ямниця спостерігалася відносна тиша. Але вже починаючи з цього дня росіяни вели безперервний артобстріл австрійських позицій і готувалися проривати фронт ц. і к. 3-ї армії. Російське з'єднання, що перебувало під Станіславом, за повідомленням військового історика В. Заполовського, мало  майже 7-кратну перевагу в піхоті і удвічі більше гармат.
7 липня розпочався наступ 8-ї армії генерал-лейтенанта Л. Корнілова. Це була частина наступу військ Південно-західного фронту відомого ще як «Червневий наступ», «Офензива Керенського» або «П'ята Галицька битва» (1917).
Наступ почався гарматним обстрілом австрійських позицій і особливо запекло в районі с. Ямниця. Австрійська артилерія відповіла усією своєю потугою. Для посилення атаки піхоти на позицію у районі східніше с. Ямниця прибув добровольчий «1-й Ударний Загін». Йому було наказано прорвати австрійську оборону і захопити важку артилерію, інакше сусідня ліворуч Заамурська дивізія не ітиме у наступ. Загальна атака  розпочалася 7 липня. За повідомленням військового історика В. Заполовського, наступ російської піхоти розпочався невдовзі після 13 год на ділянці Ямниця — Загвіздя. Головний успіх наступу здобув саме «1-й Ударний Загін». Окрім гармат й амуніції, «корніловці» взяли у полон 26 офіцерів і 831 вояків. Австрійці намагалися відновити втрачене становище, але діючи неузгоджено, успіху вони не мали.
Успіх «1-го Ударного Загону» підтримали інші піхотні частини росіян. Загалом війська ударного XII корпусу взяли у полон 131 офіцера, 7100 вояків, захопили 48 гармат, декілька десятків скорострілів та іншу зброю. Тактичний прорив австрійської оборони був здійснений на усій визначеній ділянці від с. Ямниця до с. Загвіздя (пн. і зх. Станіслава). До вечора противник просунувся до  с. Павлівка. Австрійці продовжували чинити опір ворогу на запільній позиції. Їм на допомогу вже поспішали німецькі війська.
Росіяни були сильно вражені облаштуванням австрійських позицій, де було багато бетонованих споруд. В офіцерських бліндажах були чисті ліжка, столи і крісла, на стінах висіли портрети. Місцевий краєзнавець і любитель військової історії А. Сміжак особисто обстежив залишки австрійських оборонних споруд у районі с. Ямниця і подав про це цікавий опис, що певною мірою стане у нагоді дослідникам Великої війни 1914—1918 рр.
Ввечері того дня німці здійснили контратаку і російська піхота побігла на висхідну. Лише завдяки «корниловським ударникам» становище було врятоване. Тоді у бою полягло біля 300 «корніловців». Бойові дії 25 червня отримали назву «Битва при Ранковій Горі». На тлі загального розвалу т. зв. «революционной армии Свободной России» подальші успіхи 8-ї армії не мали вже жодного значення. Після захоплення Галича і Калуша, наступ цієї армії, за даними військового історика В. Заполовського, фактично припинився. А невдовзі австро-німецькі війська завдали противнику такої нищівної поразки, що змусили його спішно залишити Галичину. Таким став результат т. зв. «П'ятої Галицької битви».